# Dypsis saintelucei
Dypsis saintelucei — вид рода Дипсис (Dypsis) семейства Пальмовые (Arecáceae). Вид распространён только на Мадагаскаре. Находится под угрозой уничтожения среды обитания.